# Ik hou d'r zo van
Ik hou d'r zo van is een nummer van Gerard Joling afkomstig van zijn dertiende studioalbum Bloedheet. Het nummer werd uitgegeven als derde single, na de nummers 24 uur verliefd en Het is nog niet voorbij.
In eerste instantie zou na de twee singles als derde single het nummer Laat me alleen, een duet met Rita Hovink worden uitgebracht. Doordat vrienden en collega's Joling echter vertelden Ik hou d'r zo van het beste nummer van het album te vinden, besloot de zanger dit nummer als derde single uit te brengen.
Het nummer leunt, in tegenstelling tot zijn twee voorgangers, niet op een elektronische beat. In plaats daarvan is gekozen voor een accordeon als hoofdinstrument. In de Nederlandse Top 40 deed Ik hou d'r zo van het beter dan zijn voorgangers. Waar 24 uur verliefd de top 10 misliep (#12) en Het is nog niet voorbij deze maar net haalde (#10), kwam Ik hou d'r zo van tot een zevende plaats. In de Single Top 100 kwam het nummer zelfs tot een eerste plaats.

## Videoclip
Voor de videoclip van Ik hou d'r zo van trommelde Joling al zijn vrienden op, om in een Amstelveens café een gezellige sfeer te creëren. In de clip, waar Joling zelf de barkeeper speelt, zijn onder meer Irene Moors, Patty Brard, Hans Klok, John van den Heuvel, Imca Marina en Karin Bloemen te zien.

## Hitnotering
Zoals gezegd werd Ik hou d'r zo van een nummer 1-hit in de Single Top 100. Het is hiermee Jolings vijfde nummer 1-hit in die lijst. Eerder kwamen ook Ticket to the tropics, No more bolero's, Maak me gek en Blijf bij mij op één. In de Top 40 stonden alleen de eerste twee en de laatste op de eerste plaats. Ook Ik hou d'r zo van wist deze plaats niet te halen.
| Ik hou d'r zo van in de Nederlandse Top 40 - binnen: 27 september 2008 | Ik hou d'r zo van in de Nederlandse Top 40 - binnen: 27 september 2008 | Ik hou d'r zo van in de Nederlandse Top 40 - binnen: 27 september 2008 | Ik hou d'r zo van in de Nederlandse Top 40 - binnen: 27 september 2008 | Ik hou d'r zo van in de Nederlandse Top 40 - binnen: 27 september 2008 | Ik hou d'r zo van in de Nederlandse Top 40 - binnen: 27 september 2008 | Ik hou d'r zo van in de Nederlandse Top 40 - binnen: 27 september 2008 | Ik hou d'r zo van in de Nederlandse Top 40 - binnen: 27 september 2008 | Ik hou d'r zo van in de Nederlandse Top 40 - binnen: 27 september 2008 | Ik hou d'r zo van in de Nederlandse Top 40 - binnen: 27 september 2008 |
| Week                                                                   | 1                                                                      | 2                                                                      | 3                                                                      | 4                                                                      | 5                                                                      | 6                                                                      | 7                                                                      | 8                                                                      | 9                                                                      |
| ---------------------------------------------------------------------- | ---------------------------------------------------------------------- | ---------------------------------------------------------------------- | ---------------------------------------------------------------------- | ---------------------------------------------------------------------- | ---------------------------------------------------------------------- | ---------------------------------------------------------------------- | ---------------------------------------------------------------------- | ---------------------------------------------------------------------- | ---------------------------------------------------------------------- |
| Nummer                                                                 | 38                                                                     | 26                                                                     | 20                                                                     | 7                                                                      | 7                                                                      | 15                                                                     | 36                                                                     | 39                                                                     | uit                                                                    |

## Tracklist
1. Ik hou d'r zo van remix Goldfinger
2. Ik hou d'r zo van Radio Mix
3. Mijn nummer een